# 停止浴
停止浴（ていしよく）は、写真・映画の現像工程において、フィルムや印画紙などの感光材料を浸けての現像の次に行う薬液浴で、中和作用によって現像作用を停止させる作業である。

## 概要
停止浴は、通常、白黒写真のフィルムや乾板、印画紙といった感光材料の伝統的な現像プロセスにおいて使用される薬液浴で、現像液による現像作業を終えた直後に行う。停止浴の目的は、フィルムや乾板、印画紙の現像作用を停止することで、方法としては、現像液を水洗して洗い落とす方法と、現像液を中和してしまう方法がある。前者は、シンプルな水による洗浄で、現像液に対しても定着液に対しても行われるが、非常に微々たるレヴェルであるとはいえ、洗浄をしている時間においても、際限なく抑制されないまま、現像作用が継続してしまう。
現像作用の即時停止が必要なときは、一般に約1-2％の希釈酢酸でつくられた停止浴を行う。基本的に現像液は、アルカリ性溶液中においてのみ作用する。したがって停止浴によって、ほぼ即時に現像作用は停止し、それによって、現像時間をより厳格にコントロールするのである。停止浴は、現像プロセス全体の所要時間をも削減する。停止浴の所要時間はたいてい15-30秒であり、薬品を使用しない水洗によるじゅうぶんな洗浄の所要時間よりもはるかに短時間で済むからである。基本的現像液のアルカリ性を中和させることによって、その後に行う定着作業での定着液の強度を損なわず、長持ちさせることができる。
暗室の昔ながらの特徴である「酢臭さ」の原因は、この停止浴である。濃縮酢酸は化学火傷を起こしうるが、作業用に希釈された溶液は無害である。現像液から持ち越された基剤が停止液をアルカリ性にしてしまうとき、停止浴（停止液）は使い尽くされた状態になる。停止浴（停止液）が使い尽くされ効果が得られないときに色が変わって知らせる「停止浴指示薬」としては、酸塩基指示薬ブロモチモールブルー（BTB溶液）が溶液がアルカリ性になり使用できなくなったときの試薬に用いられる。酢酸のかわりに、クエン酸か亜硫酸水素ナトリウムを使用すると、悪臭は軽減される。
カラー写真におけるリバーサルフィルムを現像する標準的方法である「E-6現像」では、現像液を排出除去し現像を停止させる作業に停止浴を用いないで、2分間の水洗のみで処理している。

## 基本工程

小型現像タンクによる攪拌。

以下は手現像における標準的な手法である。
- 現像タンクから現像液を排出する
- 停止液を注ぎ込み攪拌 - 30秒
- 停止液を排出する

## おもな停止液
- 富士フイルム 富士酢酸 - フイルム・印画紙両用[2]
- イルフォード イルフォストップ - 色彩指示停止剤、フィルム・印画紙両用、1:19に希釈、停止時間30秒[3]。
- 中外写真薬品 マイストップバス - 色彩指示停止剤[4]
- エヌ・エヌ・シー(旧称ナニワ写真薬品) 90% 酢酸 1kg, 酢酸 220ml -フィルム・印画紙両用
- 近代インターナショナル 臭わない停止液 1000ml -フィルム・印画紙両用、1:33に希釈。
- デジタルトゥルース eco pro クリア・ストップ・バス - 停止液、1:31に希釈する[5]。